# Dolná Poruba
Dolná Poruba (in tedesco Niederparub, in ungherese Bérczes) è un comune della Slovacchia facente parte del distretto di Trenčín, nella regione omonima.
Fu menzionato per la prima volta in un documento storico nel 1355 quando apparteneva al castello di Košeca.